# 大阪王將

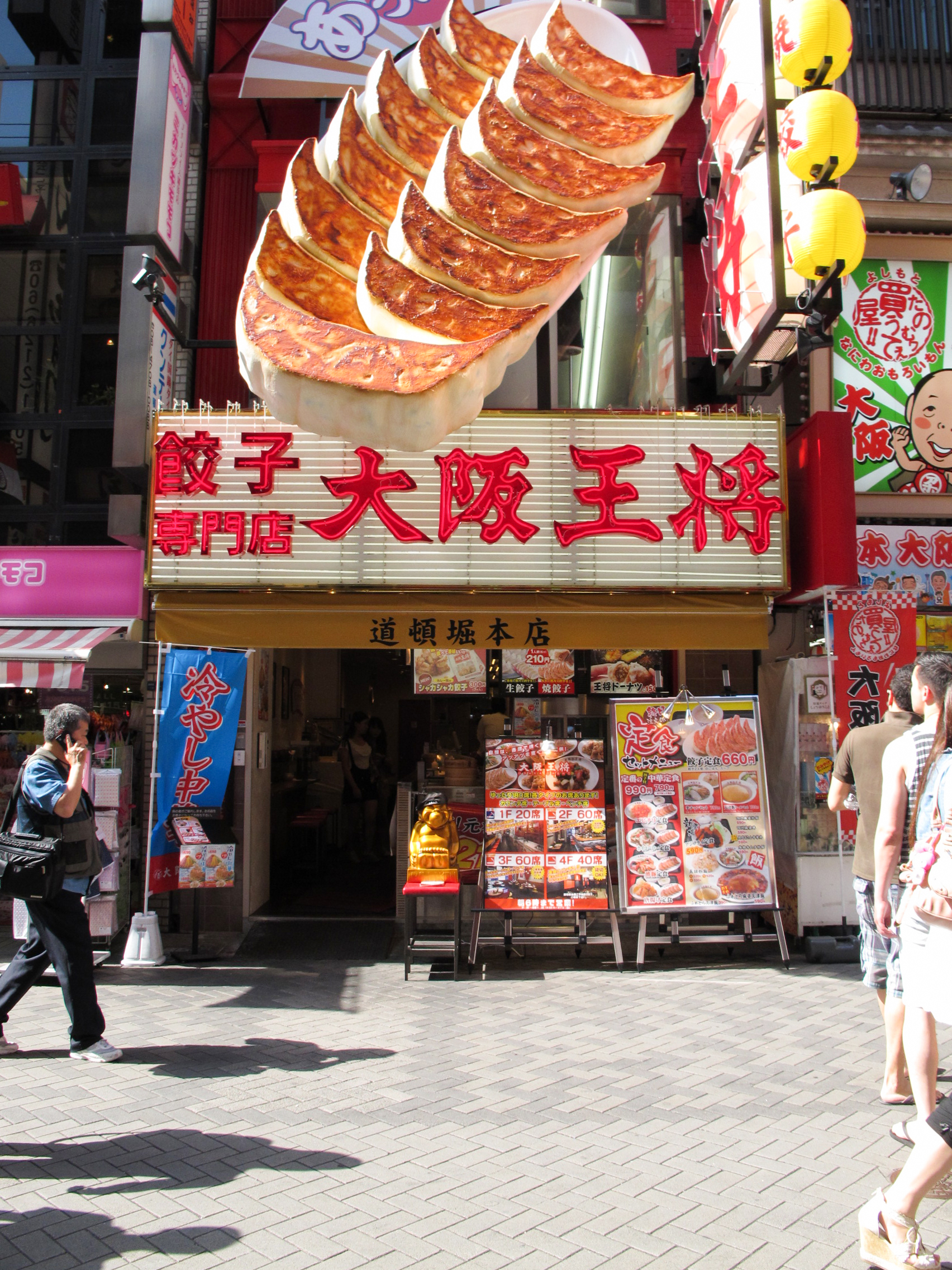
心齋橋大阪王將

大阪王將（日语：／ Ōsaka Ōshō */?）是一家發源於大阪、在日本全國各地擁有分店的連鎖餐廳，銷售以大阪風餃子（日式煎餃）為核心的中華料理，雖發跡與本店都位於大阪，但營運總部則位於東京都品川區。
本店與另一家著名餃子店「餃子的王將」名稱雖相近，但後者發跡於京都，故後者有時被稱為「京都王將」以資區別。

## 海外發展
- 2017年3月28日：大阪王將由六角國際集團代理引入台灣，並於2017年3月28日在台南開設台灣1號店[1]。之後陸續在台北、高雄、台中、新北、桃園及宜蘭等地開設分店[2]。

### 臺灣
| 分店                               | 電話                                                           | 地址              | 營業時間                                                      |
| ---------------------------------- | -------------------------------------------------------------- | ----------------- | ------------------------------------------------------------- |
| 左營環球(ゾウインファンチョウ)店   | 高雄市左營區站前北路1號2樓(フードコート)                       | +886-7581-0259    | 月～木・日/11:00～21:30 金・土/11:00～22:00                   |
| 信義威秀(シンイーウエイショウ)店   | 台北市信義區松壽路20號2F(フードコート)                         | +886-22729-2937   | 11:00～21:00                                                  |
| 台中三井ららぽーと店               | 台中市東区進德路600号 三井ショッピングパーク ららぽーと台中5階 | +886-4-22155115   | 平日/11:00～22:00(LO.21:00) 土・日・祝/10:30～22:00(LO.21:00) |
| 農安街(ノンアンジエ)店             | 台北市中山区農安街22号                                         | +886-2-2585-0289  | 11:00～15:00(LO.14:30)、17:00～21:00(LO.20:30)                |
| 板橋環球(イタバシカンキュウ)店     | 新北市板橋区県民大道二段7号B1                                  | +886-2296-86199   | 11:00～22:00                                                  |
| 蘭城新月(ランジョウシンゲツ)店     | 宜蘭懸宜蘭市民権路2段38港6号4棟                                | +886-03-933-0589  | 月～木/11:00～21:30 金～日/11:00～22:30                       |
| 錦州街(キンシュウガイ)店           | 台北市中山区錦洲街449号                                        | +886-02-2517-2641 | 11:00～21:00                                                  |
| 高雄儀大(タカオギダイ)店           | 高雄市大樹区学城路一段12号C 区4楼                              | +886-07-656-8338  | 11:00～21:00                                                  |
| 内歴家楽福(ナイレキカルフール)店   | 桃園市中歴区中華路一段450号                                    | +886-03-463-6169  | 11:00～21:30                                                  |
| 台中広三(タイチュウコウサン)SOGO店 | 台中市台湾大道2段459号 台中広三SOGO13F                         | +886-04-2323-0669 | 11:00～22:00                                                  |

## 外部連結
- 大阪王將 （页面存档备份，存于）（日語）
- 大阪王將的X（前Twitter）
- 大阪王將的Facebook專頁
- YouTube上的大阪王将公式チャンネル頻道
- 大阪王將的Facebook專頁（繁體中文）
- 大阪王將的Instagram帳戶

Template:台湾連鎖饮食店